# I리그
I리그(I-League)는 2007년에 시작된 인도의 2부 축구 리그이다. 전인도 축구 연맹(AIFF)에서 주관하며 12개 팀이 참가한다. I리그가 출범하기 이전인 1996년부터 2007년까지는 내셔널 풋볼 리그(National Football League)가 인도의 축구 리그 역할을 맡았었다.

## 2025-26 시즌 참가 팀
- FC 에어 인디아
- 치라그 유나이티드 SC
- 처칠 브라더스 SC
- 뎀포 SC
- 이스트 벵골 FC
- 힌두스탄 에러노틱스 리미티드 SC
- 모훈 바간 AC
- 뭄바이 FC
- 파일란 애로우스
- 프레이악 유나이티드 SC
- 푸네 FC
- 살가오카르 SC
- 실롱 라종 FC
- 스포르팅 클루베 드 고아

## 역대 우승 팀
- 2007-08: 뎀포 SC
- 2008-09: 처칠 브라더스 SC
- 2009-10: 뎀포 SC
- 2010-11: 살가오카르 SC

## 같이 보기
- IFA 실드